# Tiên Du (xã)
Tiên Du là một xã thuộc huyện Phù Ninh, tỉnh Phú Thọ, Việt Nam.
Xã Tiên Du có diện tích 6,27 km², dân số năm 1999 là 4852 người, mật độ dân số đạt 774 người/km².